# Archytas bennetti
Archytas bennetti là một loài ruồi trong họ Tachinidae.